# Klaus Störtebeker

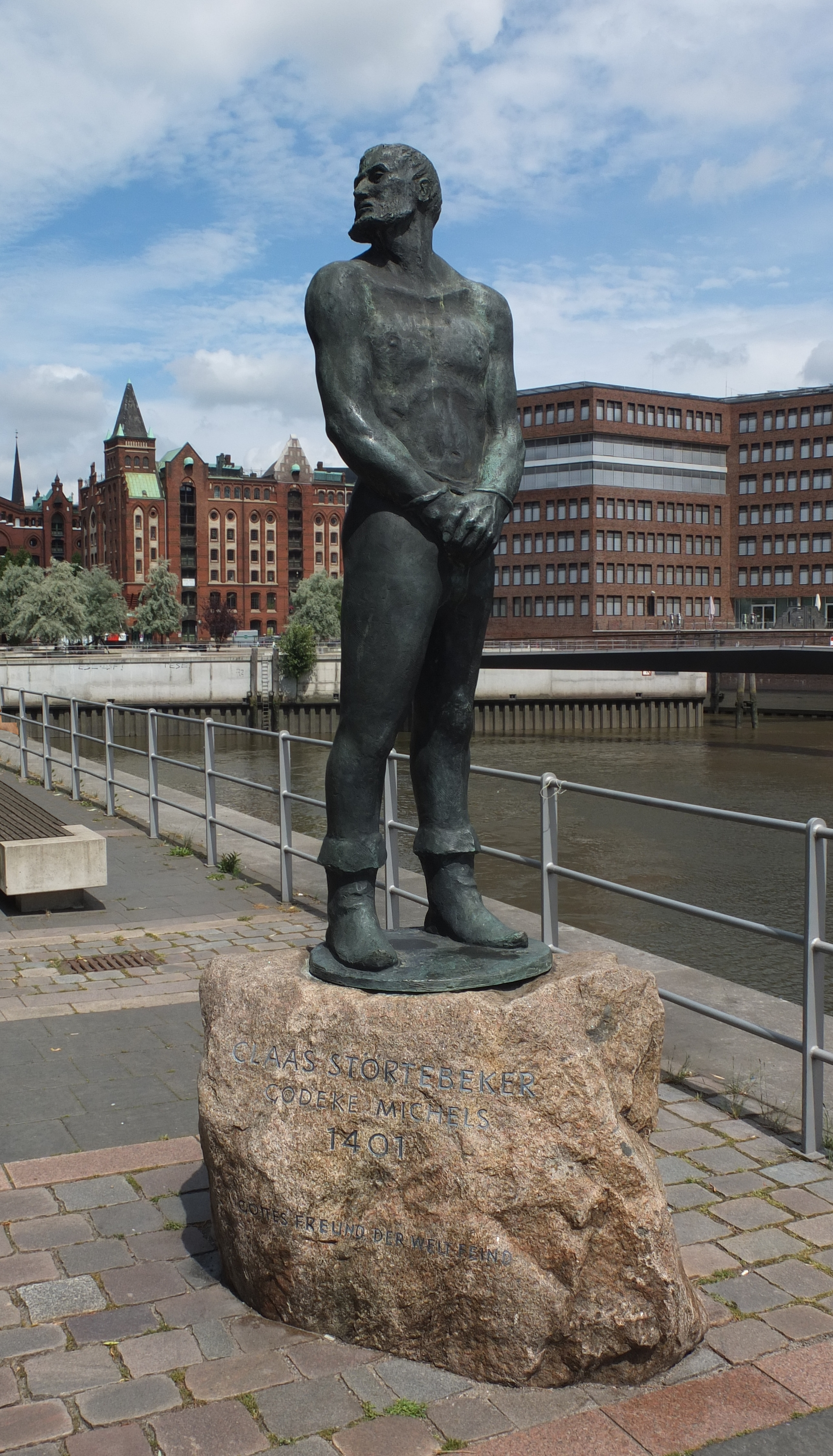
Monument voor Störtebeker in Hamburg

Klaus Niklaus Störtebeker (ca. 1360 - Hamburg 1401) is een piraat in verschillende legenden. Het is onduidelijk of Störtebeker ooit bestaan heeft.
Waar Klaus werd geboren is onbekend, een van de verhalen daarover is, dat hij een weesjongen uit Friesland of Groningen (Termunten) zou zijn. De eerste keer dat Klaus Störtebeker wordt genoemd is in een protocol van rechtszaken uit de stad Wismar uit 1380. Zijn naam werd geschreven als Nicolao Stertebeker, die door twee mannen werd mishandeld. Die beide mannen werden uitgewezen. De volgende vermelding is in 1394 wanneer de Engelse koning Hendrik IV zich beklaagt over de zeeroverij van een zekere Stortebeker. Hij en zijn kompanen, onder wie Magister Wigbold en Godeke Michels, noemden zich de Likedelers wat vrij vertaald betekent Iedereen krijgt zijn deel of gelijkdelers. Ieder bemanningslid kreeg na een verovering een gelijke buit of prijs toebedeeld.
Störtebeker werkte voor Zweden en zorgde voor specerijen en textiel, in de Oostzee veroverde hij Deense schepen en hun goederen. Hij zou zijn basis gehad hebben op Gotland maar ook op Bornholm. In 1389 wisten de Denen bijna heel Zweden te veroveren, alleen Stockholm hield nog stand. De stad werd belegerd, maar dankzij Störtebeker kregen de inwoners voorraden en konden standhouden. Dankzij die in beslag genomen voorraden, de zogenoemde victualiën, kregen ze de bijnaam de Victualiënbroeders. De Likedelers vochten mee en wisten Stockholm te ontzetten. Toen de vrede was gesloten wilden de Hanzesteden de piraten kwijt en weken ze uit naar de Noordzee.
De nieuwe thuishaven van Störtebeker werd toen Marienhafe in Oost-Friesland, dat in het ambtsgebied van zijn vriend Widzel tom Brok lag. De strijd tussen de Frieslanden en Holland was in 1396 opgelaaid en Störtebeker vocht mee tegen de Hollanders.
Begin 1400 besloot de Hanze samen met de Hollandse steden om de Likedelers aan te pakken. Bij een zeeslag op de Westereems werd hun een zware klap toegebracht. Störtebeker vluchtte met 114 van zijn mannen naar de Hollandse graaf Albrecht van Beieren, die een andere agenda had dan de andere Hollandse heren. De Friese hoofdelingen, die Störtebeker tot dusver hadden beschermd, besloten na de nederlaag op de Eems, geen onderdak meer te bieden aan Störtebeker. Maar hij had hen niet meer nodig, zat veilig in Holland en ging weer schepen overvallen.
Nogmaals werd door de Hanze een vloot bijeengebracht en in 1401 kwam het tot een zeegevecht bij Helgoland. Het was fataal voor de Likedelers: 40 sneuvelden en 73 (waaronder Störtebeker) werden gevangengenomen. 
In Hamburg is Störtebeker op 20 oktober 1401 staande onthoofd. Hij had verzocht dat de medeveroordeelden die hij, na onthoofd te zijn nog kon voorbijlopen, vrij zouden komen. Hij liep elf van zijn mannen voorbij tot er een blok voor zijn benen werd gegooid. De rechters hielden hun afspraak niet, ook die elf werden onthoofd. Magister Wigbold en Godeke Michels werden later gevangen en in de lente van 1402 in Hamburg ter dood gebracht.

## Trivia
- Störtebeker dankte zijn bijnaam aan het feit dat hij een beker bier van vier liter in een teug kon ledigen.
- Door de voormalige communistische DDR werd Störtebeker om zijn sociale trekjes tot historische held verheven. Ook nu zijn er nog Störtebekerfestivals en is er een Störtebekerroute.
- Op het Duitse schiereiland Rügen zou nog een schat van Störtebeker begraven liggen.
- In 2006 verscheen er een Duitstalige miniserie van Störtebeker, met in de hoofdrol Ken Duken, voor de internationale markt heet de film A Pirate's Heart.